# انحياز الإدراك المتأخر

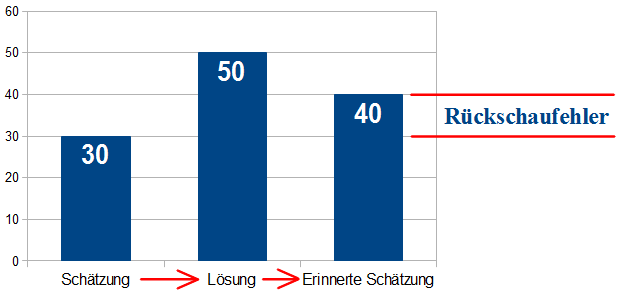

الانحياز للإدراك المتأخر هو عبارة عن الجنوح إلى رؤية الأحداث الماضية على أنه كان من الممكن التنبؤ بها قبل حدوثها. هي ظاهرة متعددة الأوجه يمكنها التأثير على مستويات مختلفة من التصاميم، العمليات، السياقات، والأوضاع.
هذه الظاهرة قد تسبب تشويشاً للذاكرة حيث تؤدي إعادة تجميع وبناء المحتوى إلى نتائج نظرية خاطئة. وقد تم طرح اقتراحات ترى بأن تأثير هذه الظاهرة قد تؤدي إلى مشاكل منهجية حادة عند محاولة تحليل، فهم، وتفسير النتائج في الدراسات التجريبية. أكبر مثال على هذه الظاهرة هي اعتقاد الشخص بأنه كان بإمكانه التنبؤ بنتائج حادثة معينة بعد حدوثها. مثال كهذا يرد كثيراً في كتابات المؤرخين في مناقشاتهم لنتائج المعارك المختلفة، يوجد هذا المثال أيضاً في الأنظمة القضائية كمحاولة لإثبات المسؤولية عن الأحداث المختلفة وإمكانية التنبؤ بها.